# Zastava M05C1
Zastava M05C1 — сербский автомат. Модернизированный вариант автомата Zastava M92.

## Конструкция
Автоматика работает по принципу отвода части пороховых газов с длинным ходом поршня. Запирание канала ствола производится поворотом затвора с двумя боевыми упорами. Ствол кованый, с 4 нарезами, шаг нарезов 240 мм. На дульном срезе установлен пламегаситель по типу АКС74У. Ствольная коробка — стальная, штампованная. Крышка ствольной коробки откидная, на шарнире, установлена планка Пикатинни. Предохранитель-переводчик расположен на правой стороне ствольной коробки. Режимы огня — непрерывный или с отсечкой по одному выстрелу. Прицельные приспособления состоят из мушки и складного целика, оснащены тритиевыми элементами для стрельбы в тёмное время суток. От более ранних автоматов M05C1 унаследовал дополнительный фиксатор в задней части ствольной коробки, предохранявший крышку от открывания при стрельбе винтовочными гранатами. Приклад полимерный, складной на правую сторону. Цевьё полимерное, с планками Пикатинни.
Для рынка гражданского оружия предлагается полуавтоматический вариант.